# Baronía de Arcadia
La Baronía de Arcadia fue un feudo franco medieval del Principado de Acaya, situado en la costa occidental de la península del Peloponeso en Grecia, y con capital en la ciudad de Arcadia (en griego: Ὰρκαδία; francés: l'Arcadie; italiano: Arc[h]adia), la antigua y actual Ciparisia.

## Historia
La Baronía de Arcadia no fue una de las doce baronías originales del Principado. Inicialmente, Arcadia —el nombre medieval de Ciparisia en la costa occidental de Mesenia— formaba parte del dominio principesco de la familia Villehardouin. Fue creado como una baronía separada por el príncipe Guillermo II de Villehardouin poco después de la reconquista bizantina de Constantinopla en 1261, para recompensar a Vilain de Aulnay, uno de los señores francos del Imperio latino de Constantinopla, que buscó refugio en Acaya.
Después de la muerte Vilain en 1269 esta se dividió entre sus hijos, Erardo y Godofredo. Érard desaparece después de 1279, cuando fue capturado por los bizantinos, pero Godofredo no logró reclamar la porción de su hermano hasta 1293, debido a las obstrucciones de los bailíos angevinos, que secuestraron el dominio. Fue sucedido en 1297 por Vilain II, quien a su vez fue sucedido por sus dos hijos, Erardo II e Inés. Erardo II murió algún tiempo antes de 1338, pero Pedro dalle Carceri, triarca de Negroponte, es confirmado como el señor de la mitad de la Baronía en 1324, y se presume que Erardo II dejó su mitad de la Baronía a su viuda, Balzana Gozzadini, que tomó a Pedro como segundo marido. Balzana murió poco después. Inés se casó en 1324 con Esteban el Moro, señor de Saint-Sauveur y Aetos, y tuvo un hijo, Erardo III, que para 1344 logró reunificar la Baronía, y fue nombrado mariscal de Acaya en 1345. En 1348, un caballero borgoñés, Luis de Chafor, con algunos compañeros, logró apoderarse del castillo de Arcadia y mantuvo a la esposa de Erardo y sus hijos cautivos hasta que Erardo pagó un cuantioso rescate. Érard fue sucedido en 1388 por una de sus hijas, que se casó con Andrónico Asen Zaccaria, y la Baronía pasó a formar parte del dominio de la familia Zaccaria. El reclamo de Zaccaria fue disputada por Erardo Láscaris, un sobrino de Erardo III por su hermana, pero sin éxito; Láscaris murió sin descendencia en 1409.
Arcadia fue el último reducto del Principado. Después de la conquista de Patras y Chalandritsa por los bizantinos del Despotado de Morea en 1429-30, que marcó de hecho el final del Principado, el último príncipe, Centurión II Zaccaria, conservó Arcadia como su feudo personal, pero después de su muerte en 1432, su yerno, el déspota Tomás Paleólogo, anexó y encarceló a la viuda de Centurión, que murió en prisión.

## Barones
Según A. Bon:
- Vilain I de Aulnay, 1262-1269
- Erardo I de Aulnay, 1269-1279, y su hermano
- Godofredo de Aulnay, 1269-1297
- Vilain II de Aulnay, 1297-desconocido
- Erardo II de Aulnay, desconocido-antes de 1338 (¿1324?), y su hermana
- Inés de Aulnay con su esposo Esteban le Maure (casados en 1324), desconocido-antes de 1344
- Balzana Gozzadini, viuda de Erardo II, se casó con Pietro dalle Carceri, c. 1338 (¿1324?)
- Erardo III le Maure, antes de 1344-1388
- Hija de Érard III con su esposo Andrónico Asen Zaccaria, 1388-1401
- Erardo IV Zaccaria, 1401
- Centurión II Zaccaria, 1401-1432